# Fußball-Asienmeisterschaft der Frauen 2008/Qualifikation
Die Qualifikation zur Fußball-Asienmeisterschaft der Frauen 2008 wurde in der Zeit vom 20. Oktober 2007 bis 28. März 2008 ausgespielt. Zwölf Nationalmannschaften spielten um vier Plätze für die Endrunde in Vietnam.

## Modus
Die Qualifikation für das Turnier wurde in zwei Phasen ausgetragen. Aufgrund der Platzierungen bei der Asienmeisterschaft 2006 wurden Australien, China, Japan und Nordkorea für die Endrunde gesetzt und mussten sich daher nicht qualifizieren.
Die acht schwächsten Nationalmannschaften wurden per Los auf vier Partien aufgeteilt und ermittelten in Hin- und Rückspiel die Teilnehmer an der 2. Qualifikationsrunde. Gespielt wurde vom 20. bis 27. Oktober 2007.
Die Sieger der ersten Runde und vier weitere Mannschaften wurden per Los auf zwei Gruppen zu je vier Mannschaften aufgeteilt. Innerhalb der Gruppen spielte jede Mannschaft einmal gegen jede andere. Die Gruppensieger und -zweiten qualifizierten sich für die Endrunde. Gespielt wurde in der Zeit vom 24. bis 28. März 2008.

## 1. Qualifikationsrunde
|          | Gesamt |             | Hinspiel | Rückspiel |
| -------- | ------ | ----------- | -------- | --------- |
| Indien   | 4:5    | Iran        | 3:1      | 1:4       |
| Hongkong | 3:4    | Philippinen | 2:3      | 1:1       |
| Singapur | 1:2    | Malaysia    | 0:2      | 1:0       |

Chinesisch Teipeh erreichte durch den Verzicht Guams kampflos die zweite Runde.

## 2. Qualifikationsrunde

### Gruppe A
| Pl. | Land              | Sp. | S | U | N | Tore    | Diff. | Punkte |
| --- | ----------------- | --- | - | - | - | ------- | ----- | ------ |
| 1.  | Vietnam           | 3   | 3 | 0 | 0 | 008:200 | +6    | 09     |
| 2.  | Chinesisch Taipeh | 3   | 1 | 0 | 2 | 006:600 | ±0    | 03     |
| 3.  | Iran              | 3   | 1 | 0 | 2 | 005:800 | −3    | 03     |
| 4.  | Myanmar           | 3   | 1 | 0 | 2 | 002:500 | −3    | 03     |

| 24. März 2008 | Myanmar | – | Taiwan  | 0:3 |
|               | Vietnam | – | Iran    | 4:1 |
| 26. März 2008 | Taiwan  | – | Vietnam | 1:3 |

Alle Spiele wurden im Thanh Long Sports Complex in Ho-Chi-Minh-Stadt (Vietnam) ausgetragen.

### Gruppe B
| Pl. | Land        | Sp. | S | U | N | Tore    | Diff. | Punkte |
| --- | ----------- | --- | - | - | - | ------- | ----- | ------ |
| 1.  | Südkorea    | 3   | 3 | 0 | 0 | 021:000 | +21   | 09     |
| 2.  | Thailand    | 3   | 2 | 0 | 1 | 020:400 | +16   | 06     |
| 3.  | Philippinen | 1   | 0 | 1 | 0 | 002:110 | −9    | 01     |
| 4.  | Malaysia    | 1   | 0 | 1 | 0 | 002:250 | −23   | 01     |

| 24. März 2008 | Thailand | – | Malaysia    | 11:0 |
|               | Südkorea | – | Philippinen | 4:0  |
| 26. März 2008 | Malaysia | – | Südkorea    | 0:13 |

Spielort war das King’s 80th Birthday Anniversary Stadium in Korat (Thailand).